# Atemptat d'Ankara del 17 de febrer del 2016
L'atemptat a Ankara  fou un doble atemptat amb bomba perpetrat pel grup Falcons de la Llibertat del Kurdistan que va tenir lloc el 17 de febrer del 2016 a Kızılay, Ankara, centre-vila de la capital de Turquia, on van morir-hi 30 persones i va causar 60 ferits.
L'atac va involucrar un cotxe bomba que va explotar a les 18:31 (hora local), moment en el qual autobusos que transportaven personal militar de l'exèrcit estaven esperant en els semàfors. L'atac va tenir lloc al costat d'un edifici d'habitatges del personal militar d'alt rang. Els mitjans de comunicació turcs van mostrar imatges d'un incendi en què es van sumar vehicles militars després de l'explosió, que va poder escoltar-se a diversos quilòmetres de distància. L'atemptat es va saldar amb almenys 28 morts i 61 ferits. Més tard, la xifra de morts oficial i final, va ser ascendida a 30.
Una font de seguretat van indicar que militants kurds del Partit dels Treballadors del Kurdistan (PKK) van ser els responsables de l'atemptat. També es va especular per part fonts de seguretat independent al sud-est de Turquia, que Estat Islàmic podia ser el responsable. Inicialment cap grup es va atribuir la responsabilitat dels atacs, tot i que els mitjans de comunicació turcs van al·legar que l'atacant era un membre del PYD anomenat Salih Necar.
Més tard, el dissabte 20 de febrer, el primer ministre Ahmet Davutoğlu, va informar mitjançant una conferència de premsa que la policia turca va detenir a 22 persones en el marc de la recerca de l'atemptat del 17 de febrer a Ankara. Finalment, el grup Falcons de la Llibertat del Kurdistan es va adjudicar l'autoria de l'atemptat.